# Уголини, Массимо Андреа
Массимо Андреа Уголини (итал. Massimo Andrea Ugolini; род. 26 июля 1978, Сан-Марино) — политический деятель Сан-Марино, капитан-регент Сан-Марино с 1 апреля по 1 октября 2016 года.

## Биография
Массимо Андреа Уголини родился в июле 1978 года в Сан-Марино. Работает банкиром.
От Христианско-демократической партии в 2008 году был избран в Большой генеральный совет Сан-Марино. В марте 2016 года он был избран на пост капитан-регента совместно с Джан Никола Берти на срок с 1 апреля до 1 октября 2016 года.

## Факты
- Массимо Андреа Уголини в период своего правления был одним из самых молодых руководителей глав государств и правительств в современном мире.